# Раде Товладијац
Раде Товладијац (Улцињ, 1. август 1961) српски је ликовни уметник и архитекта. Познат по сликаним насловницама са популарним мотивима: Џејмс Бонд, Модести Блејз, Фантом, Карлос Кастанеда, Хајдук Станко, као и по недељном стрипу „Смешна страна српске стварности“ у београдском дневнику Прес.

## Биографија
Одрастао је у Чачку. Дипломирао је на Архитектонском факултету у Београду пројектом „Небески град — Орбитална станица у Лагранжовој стационарној тачки – Л5“. Живи и ради у Београду.
Професионално је дебитовао у ликовним уметностима 1983. године. Један од оснивача београдске стрипске групе „Баухаус 7“ са Зораном Туцићем, Вујадином Радовановићем и Сашом Живковићем која је деловала у 1980-им. Познат је као илустратор насловница најкомерцијалнијих стрипских и магазинских издања бивше Југославије (Тајне, Гигант, Хорор) за издаваче „Дечје новине“ и БИГЗ, са познатим мотивима: Џејмс Бонд, Модести Блејз, Фантом, Карлос Кастанеда, Хајдук Станко...
Најважнији стрипски серијал: „Људи за звезде“ (Ју стрип магазин, 1984-1985). Са сценаристом Михаилом Меденицом је радио сатирични стрип „Смешна страна српске стварности“, за београдски дневник Прес (2011-2012).
Излагао је на групним изложбама у земљама бивше Југославије, Уједињеном Краљевству, Грчкој и Мађарској.
Лауреат за стрип „Планета безбедних“ на југословенском конкурсу Видици — Ју стрип магазин заједно са Зораном Туцићем, 1984.